# リンゼイ・ワグナー (プレイメイト)
リンゼイ・ワグナー（英語: Lindsay Wagner、1988年3月14日 - ）は、アメリカ合衆国のモデル。PLAYBOY誌2007年11月のプレイメイト。ネブラスカ州オマハ出身。彼女のセンターフォールドはスティーブン・ウェイダ によって撮影された。地元オマハのファイト・クラブの元ラウンドガールであった。2006年、オマハ・ブライアン・ハイスクールを卒業。
リアリティ番組『ガールズ・ネクスト・ドア』に本人として出演。